# Prêmio Akuli
Prêmio Akuli é uma premiação que faz parte dos Prêmios Literários da Fundação Biblioteca Nacional e que é destinada a laurear o melhor livro brasileiro com histórias de tradição oral.

## História
Em 2023, os Prêmios Literários da Fundação Biblioteca Nacional tiveram o acréscimo de um prêmio voltado para histórias de tradição oral indígenas, quilombolas e ribeirinhas. O prêmio foi nomeado em homenagem a Akuli Taurepang, jovem sábio da tribo Arekuná e narrador de histórias ancestrais, responsável por tansmitir ao cientista alemão Theodor Koch-Grünberg a história de Makunaímã, que posteriormente foi fundamental para a obra Macunaíma, de Mário de Andrade.

## Premiados
| Ano  | Vencedores | Finalistas | Notas |
| ---- | --- | --- | ----- |
| 2023 | Jenipapos: Diálogos Sobre Viver Ailton Krenak, Alik Wunder, Allan da Rosa, Angela Dannemann, Beleni Grando, Bruno Kaingang, Conceição Evaristo, Cristine Takuá, Daniel Munduruku, Darlene Yaminalo Taukane, Dona Liça, Dona Vanda Pajé, Edson Kayapó, Eliane Potiguara, Isabella Rosado Nunes, Mauricio Negro, Trudruá Dorrico, Yaguarê Yamã / MINA Comunicação e Arte | - 2º lugar - Umbigo do Mundo, Hiipana, eeno hiepolekoa, Mitologia, Ritual e Memória Baniwa Waliperedakeenai (Francineia Bitencourt Fontes - Francy Baniwa - e Francisco Fontes Baniwa / Dantes Editora) - 3º lugar - Sawé: O Grito Ancestral (Daniel Munduruku / UK'a Editorial) | [ 4 ] |